# Kwilu-Kimbata
 (septembre 2018).
Si vous disposez d'ouvrages ou d'articles de référence ou si vous connaissez des sites web de qualité traitant du thème abordé ici, merci de compléter l'article en donnant les références utiles à sa vérifiabilité et en les liant à la section « Notes et références ».
Kwilu-Kimbata est un des 10 secteurs du territoire de Bulungu.
Il a 19 groupements qui sont: Bwaniangi, Moyele-Tango, Mayoko-Lutundu, Mayoko-Kwilu, Lundu, Moshia, Kibongo-Muyeke, Kibongo-Bulungu, Milundu-Nsiama, Mbelo-Lumeya, Nganga-Mandundu, Mukilu-Makuku, Muwayi, Mbushi, ...yassa-lokwa, Mukulu, Lukamba,Luvusi, etc